# Forsvarets Efterretningstjeneste
Le Forsvarets Efterretningstjeneste (FE) est le service de renseignement militaire du Danemark. Fondé en 1967, il dépend du ministre de la Défense. Il collecte les informations jugées importantes pour la sécurité du royaume. Il évalue les risques de l’engagement des forces armées danoises à l’étranger. Son quartier général est situé au Kastellet, à Copenhague. En 2005, son budget s’élevait à 447,4 millions de couronnes.
Absalon, la branche danoise des réseaux Stay-behind, une organisation secrète de l’OTAN durant la guerre froide, était abritée par le FE.

## Espionnage d'alliés européens

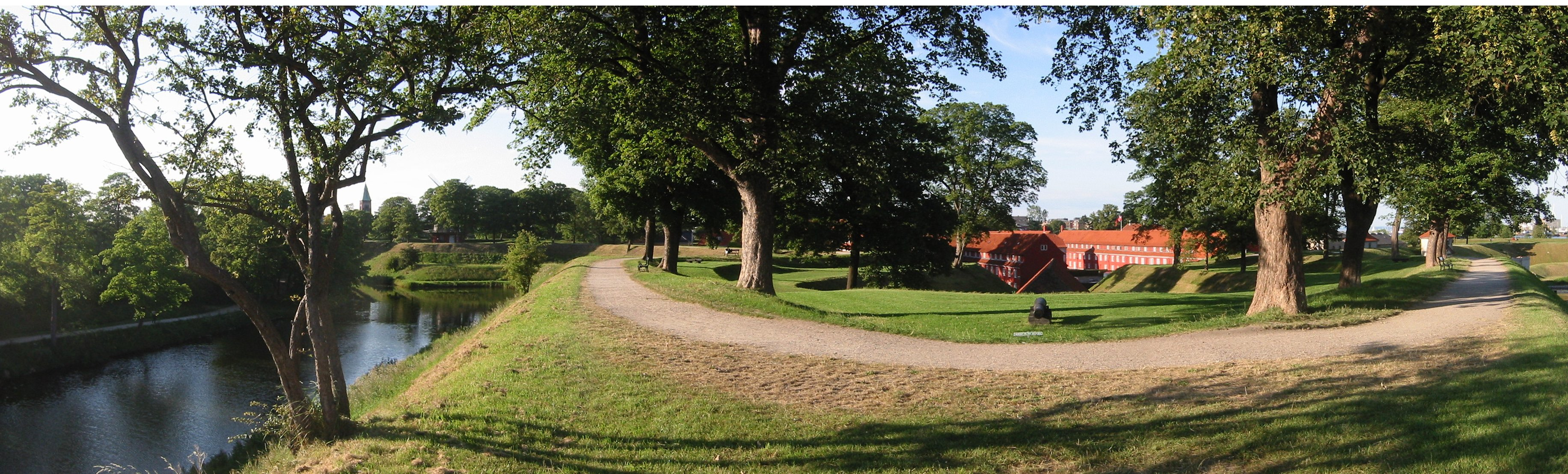
Kastellet à Copenhague, où siège le FE

En 2012 et en 2014, la National Security Agency (NSA) américaine a utilisé un partenariat avec le FE pour mettre sur écoute les câbles internet danois afin d’espionner des dirigeants, des hommes politiques de premier plan et des fonctionnaires de haut rang en Allemagne, en Suède, en Norvège et en France. Cette opération portant le nom de code « Opération Dunhammer » (en) a permis d'espionner outre la chancelière allemande, le ministre allemand des affaires étrangères Frank-Walter Steinmeier, et le chef alors de l’opposition allemande, Peer Steinbrück,. 
Les espions américains auraient déployé un système d’interception de données nommé XKeyscore depuis une base à Sandagergårdan, près de Copenhague. L’opération secrète se serait brusquement arrêtée en 2014 après que des responsables du gouvernement danois ont appris la collaboration NSA-FE à la suite des fuites d'Edward Snowden. 
En août 2020, Trine Bramsen nommée ministre de la défense danoise en juin 2019 et mise au courant de l'affaire, a suspendu Lars Findsen le chef de l'agence, et trois autre fonctionnaires.